# 패러디 영화
패러디 영화(-映畵) 또는 스푸프 영화는 다른 영화 장르나 영화를 파스티슈로 풍자하는 코미디 영화의 하위 장르로, 다양한 영화의 스타일을 모방하여 재조립한 작품이다.
이 하위 장르는 종종 평론가들에게 무시당하지만, 패러디 영화는 일반적으로 흥행에서 수익성이 좋다. 패러디는 풍자와 관련이 있지만, "패러디는 종종 감탄의 표현인 반면, 풍자는 대상을 조롱을 통해 주요 결함을 지적하는 경우가 더 많다."는 점이 다르다. J.M. 마허는 "차이점이 항상 명확하지 않다"고 지적하며 "일부 영화는 두 기법을 모두 사용한다"고 언급한다. 패러디는 문학, 음악, 연극, 텔레비전, 애니메이션, 게임 등 다양한 예술과 문화에서 발견된다.
최초의 영화 패러디는 1905년의 더 리틀 트레인 강도로, 1903년의 대열차강도를 풍자했으며, 웨스턴 스푸프를 위해 모든 출연진을 어린이로 구성했다. 역사적으로, 1910년대의 교훈적인 멜로드라마처럼 장르 공식이 지쳐버리면, 버스터 키턴의 멜로드라마 장르를 조롱하는 단편 영화에서 볼 수 있듯이 패러디로서만 가치를 유지한다.
20세기 전반의 영향력 있는 패러디 배우 및 창작자로는 마르크스 형제 (1905–1949년 활동), W. C. 필즈 (1898–1946년 활동), 메이 웨스트 (1907–1978년 활동), 로럴과 하디 (1927–1955년 활동), 밥 호프 (1922–1999년 활동)가 있다. 1970년대와 1980년대는 멜 브룩스와 "ZAZ 트리오" (데이비드 주커, 짐 에이브러햄스, 제리 주커)가 이끌었던 패러디 영화의 "황금 시대"로 불린다. 브룩스의 패러디 영화로는 서부극 패러디인 브레이징 새들스 (1974), 공포 패러디인 영 프랑켄슈타인 (1974), 스페이스 오페라 패러디인 스페이스볼 (1987) 등이 있다. ZAZ 트리오는 1960년대와 1970년대의 여러 장르 ((착취 영화부터 쿵후 영화까지)를 패러디한 켄터키 프라이드 무비 (1977)와 항공 재난 영화 패러디인 에어플레인 (1980)으로 가장 잘 알려져 있다.
 우디 앨런도 여러 패러디 작품을 기여했다.
2000년대에는 비디오 촬영이 가능한 디지털 카메라(이후 스마트폰)와 접근 가능한 편집 소프트웨어의 보급이 늘면서 아마추어 및 초창기 전문 창작자들이 패러디를 만들어 온라인에 게시할 수 있게 되었다.

## 1900년대
- 셜록 홈즈 배플드 (1900)
- 더 리틀 트레인 강도 (1905)

## 1910년대
- 도약하는 물고기의 미스터리 (1916)
- 쓰로틀의 테디 (1917)

## 1920년대
- 진흙과 모래 (1922)
- 세가지 시대 (1923)
- 파이클 박사와 프라이드 씨 (1925)
- 예스, 예스, 나넷 (1925)
- 잃어버린 소용돌이 (1926)

## 1930년대
- 프리 앤 이지 (1930)
- 영화광 (1932)
- 17번지 (1932)
- 원스 인 어 라이프타임 (1932)
- 사막의 아들 (1933)
- 장난감 나라 (1934)
- 사탄은 여자를 만났다 (1936)
- 셜록 홈즈였던 남자 (1937)
- 알리바바 시내로 가다 (1937)
- 쉿! 문어 (1937)
- 고릴라 (1939)
- "킹 클렁크" (1933)
- 미키 마우스 더 펫 스토어 (1933)*

## 1940년대
- 위대한 프로필 (1940)
- 유 나치 스파이! (1940)
- 옥스포드의 바보 (1940)
- 플레이메이츠 (1941)
- 헬자포핀 (1941)
- 크레이지 하우스 (1943)
- 어롱 케임 존스 (1945)
- 마차 골짜기의 애수 어린 과부 (1947)
- 애보트와 코스텔로 프랑켄슈타인을 만나다 (1948)
- 애보트와 코스텔로 살인마, 보리스 칼로프를 만나다 (1949)

## 1950년대
- 애보트와 코스텔로 - 투명인간을 만나다 (1951)
- 잭과 콩나무 (1952)
- 애보트와 코스텔로 지킬 박사와 하이드 씨를 만나다 (1953)
- 비트 더 데블 (1953)
- 애보트와 코스텔로 키스톤 콥스를 만나다 (1955)
- 애보트와 코스텔로 미이라 만나다 (1955)
- 코트 제스터 (1956)

## 1960년대
- 유령의 바다에서 온 생물 (1961)
- 캐리 온 클레오 (1964)
- 핑크 팬더 2 - 어둠 속에 총성이 (1964)
- 닥터 스트레인지러브 (1964)
- 캐리 온 스파잉 (1964)
- 하루뭄 스카룸 (1965)
- 그레이트 레이스 (1965)[9]
- 캐리 온 카우보이 (1965)
- 머리를 잃지 마라 (1966)
- 몇 달러라도 (1966)
- 캐리 온 스크리밍! (1966)
- 우리 남자 플린트 (1966)[9]
- 플린트처럼 (1967)
- 007 카지노 로얄 (1967)
- 사이렌서 잠복 부대 (1967)
- 더 도브 (1968)
- 주커칸들 (1968)

## 1970년대
- 캐리 온 업 더 정글 (1970)
- 12개의 의자 (1970)
- 캐리 온 헨리 (1971)
- 몬티 파이튼: 완전히 다른 것을 위하여 (1971)
- 캐리 온 딕 (1974)
- 브레이징 새들스 (1974)[9]
- 플레쉬 고든 (1974)
- 영 프랑켄슈타인 (1974)[9]
- 그루브 튜브 (1974)
- 다크 스타 (1974)
- 뱀피라 (1974)
- 업타운 새터데이 나이트 (1974)
- 몬티 파이튼과 성배 (1975)[9]
- 사랑과 죽음 (1975)
- 비밀 문서 소동 (1975)[9]
- 더 블랙 버드 (1975)
- 알레그로 논 트로포 (1976)
- 무성 영화 (1976)[9]
- 5인의 탐정가 (1976)[9]
- 원스 어폰 어 걸 (1976)
- 퀸콩 (1976)
- 빅 버스 (1976)
- 고소공포증 (1977)[9]
- 켄터키 프라이드 무비 (1977)[9]
- 하드웨어 워즈 (1978)[10]
- 토마토 공격대 (1978)
- 더 칩 디텍티브 (1978)
- 캐리 온 엠마뉴엘 (1978)
- 피라냐 (1978)[9]
- 라이프 오브 브라이언 (1979)[9]
- 로큰롤 고등학교 (1979)

## 1980년대
- 갤럭시아 (1980)[11]
- 홀리 모세! (1980)
- 에어플레인 (1980)[9]
- 살인은 당신을 다치게 할 수 있다 (1980)
- 더 프라이빗 아이즈 (1980)
- 오타쿠의 옷장 사건 (1980)
- 세계사 (1981)
- 무지개 아래 (1981)
- 학생의 몸 (1981)
- 14일의 토요일 (1981)[12]
- 조로, 게이 블레이드 (1981)[12]
- 괴물이 친절하지 않았다 (1981)
- 죽은자는 체크무늬를 입지 않는다 (1982)[9]
- 사랑에 빠진 젊은 의사들 (1982)[12]
- 에어플레인 2 (1982)[9]
- 판데모니움 (1982)
- 왓코 (1982)
- 잽드! (1982)
- 히스테리컬 (1983)
- 두뇌가 두 개인 남자 (1983)
- 몬티 파이튼 - 삶의 의미 (1983)
- 불샷 (1983)
- 에이전트 000과 죽음의 곡선 (1983)
- 죽음의 집에서의 유혈낭자 (1984)
- 우주에서 온 피 빠는 자들 (1984)[13]
- 조니 데인저러슬리 (1984)
- 서프 II: 삼부작의 끝 (1984)
- 톡식 어벤저 (1984)
- 특급 비밀 (1984)[9]
- 로빈 후드의 기이한 모험 (1984)
- 록 에일리언의 항해 (1984)
- 혜성의 밤 (1984)
- 러슬러스 랩소디 (1985)[12]
- 자연이 부를 때 (1985)
- 우주에서 온 바보들 (1985)
- 트랜실베이니아 6-5000 (1985)
- 방사능 꿈 (1985)
- 스파이 대소동 (1985)
- 먹고 튀어라 (1986)
- 유령의 신혼여행 (1986)
- 개혁학교 소녀들 (1986)
- 쓰리 아미고 (1986)
- 웁스 아포칼립스 (1986)
- 프레즈노 (1986)
- 공포의 실로폰 (1986)[14]
- 이블 데드 2 (1987)
- 할리우드 셔플 (1987)
- 스페이스볼 (1987)
- 백 투 더 비치 (1987)[12]
- 아마존 여인들 온 더 문 (1987)[9]
- 레너드 파트 6 (1987)
- 드라그넷 (1987)[9]
- 러브 앳 스테이크 (1987)
- 토마토 대소동 2 (1988)[12]
- 총알 탄 사나이 (1988)[9]
- 바론의 대모험 (1988)
- 아임 고나 깃 유 써카 (1988)[9]
- 도둑과 아내 (1988)
- UHF (1989)[9]
- 무질서한 범죄 (1989)
- 화성에서 온 랍스터맨 (1989)
- 미트 더 피블스 (1989)
- 트랜실베이니아 트위스트 (1989)

## 1990년대
- 병사라고 불린 남자 (1990)
- 플레쉬 고든, 코스믹 치어리더를 만나다 (1990)
- 로큰롤 탐정 포드 (1990)[15]
- 리포제스트 (1990)
- 킬러 토마토, 반격하다 (1990)
- 몹 보스 (1990)
- 잽드 어게인! (1990)
- F학점 첩보원 (1991)
- 총알 탄 사나이 2 (1991)[9]
- 못말리는 비행사 (1991)[9]
- 킬러 토마토, 프랑스를 먹다 (1991)
- 악마의 검을 가진 마법사들[16]
- 엄마 아빠가 세상을 구했다 (1992)[17]
- 이블 툰즈 (1992)
- 캐리 온 콜럼버스 (1992)
- 네이키드 트루 (1993)
- 못말리는 람보 (1993)
- 못말리는 로빈 후드 (1993)[9]
- 보험 걸린 사나이 (1993)
- 마티네 (1993)[9]
- 프릭스 대모험 (1993)
- 햄들의 침묵 (1994)
- 총알 탄 사나이 3 (1994)[9]
- 블랭크맨 (1994)
- 못말리는 드라큐라 (1995)
- 60피트 센터폴드의 공격 (1995)
- 돈 비 어 메니스 투 사우스 센트럴 와일 드링킹 유어 쥬스 인 더 후드 (1996)
- 카니발 더 뮤지컬 (1996)[9]
- 스파이 하드 (1996)
- 고등학교 고등학교 (1996)
- 미스터리 사이언스 시어터 3000: 더 무비 (1996)[18]
- 화성 침공 (1996)[9]
- 킬러 콘돔 (1996)
- 오스틴 파워: 제로 (1997)[9]
- 퍼니 게임 (1997)
- 오가즈모 (1997)
- 제인 오스틴의 마피아! (1998)
- 롱풀리 어큐즈드 (1998)
- 통통한 픽션 (1998)
- 량 포 포: 더 무비 (1999)
- 오스틴 파워 (1999)[9]
- 갤럭시 퀘스트 (1999)[19]
- 지하 코미디 영화 (1999)
- 더 워먼 체이서 (1999)
- 사우스 파크 (1999)
- 미스테리 맨 (1999)
- 드롭 데드 고저스 (1999)

## 2000년대
- 2001: 스페이스 오디세이 (2000)
- 무서운 영화 (2000)
- 내가 지난 13일의 금요일에 한 짓을 안다면 소름끼쳐라 (2000)
- 가짜 마녀 프로젝트 (2000)
- 토니 블레어 마녀 프로젝트 (2000)
- 무서운 영화 2 (2001)[12]
- 섹스 아카데미 (2001)[12]
- 엘비라의 유령의 언덕 (2001)
- 웻 핫 아메리칸 썸머 (2001)[9]
- 예수 그리스도 뱀파이어 헌터 (2001)[20]
- 쿵 파오! 주먹의 달인 (2002)[9]
- 언더커버 브라더 (2002)[9]
- 오스틴 파워: 골드멤버 (2002)[9]
- 무서운 영화 3 (2003)[12]
- 쟈니 잉글리쉬 (2003)
- 다운 위드 러브 (2003)[9]
- 지 세일 (2003)
- 수퍼로페즈 (2003년 영화) (2003)
- 못말리는 첩보원 얼마나 황당한 영화인지 (2003)
- 히브리 해머 (2003)[21]
- 카다브라의 사라진 해골 (2004)
- 새벽의 황당한 저주 (2004)
- 프릭 아웃 (2004)
- 처칠: 할리우드 시대 (2004)
- 쿵푸 허슬 (2004)
- 클럽 드레드 (2004)[12]
- 팀 아메리카: 세계 경찰 (2004)[9]
- 나의 거대 독립 영화 (2005)
- 빨간 모자의 진실 (2005)[12]
- 데이트 영화 (2006)
- 무서운 영화 4 (2006)
- 어나더 게이 무비 (2006)
- 죽음의 18개 손가락! (2006)
- 비키니 유혈목욕 (2006)
- 맨 오브 더 이어 (2006)[22]
- 일본이외 전부침몰 (2006)
- 에픽 무비 (2007)[23]
- 펭귄들의 익살극 (2007)
- 퍼니 게임 (2007)
- 뜨거운 녀석들 (2007)[24]
- 더 컴백스 (2007)[23]
- 워크 하드: 듀이 콕스 스토리 (2007)[9]
- 네이키드 브라더스 밴드: 더 무비 (2007)
- 마법에 걸린 사랑 (2007)[24]
- 킬 불조 (2007)
- 미트 더 스파르탄 (2008)[23]
- 슈퍼히어로 (2008)
- 어나더 게이 시퀄: 게이즈 곤 와일드 (2008)
- 아메리칸 캐롤 (2008)
- 디재스터 무비 (2008)
- 익스트림 무비 (2008)
- 트로픽 썬더 (2008)
- 세상은 충분히 뜨겁다 (2008)
- A.R.O.G. (2008)
- 로고라마 (2009)
- 댄스 플릭 (2009)
- OSS 117: 리오 대작전 (2009)[12]
- 트랜실베이니아 (2009)
- 스탠 헬싱 (2009)
- 스패니쉬 무비 (2009)
- 어둡고 폭풍우 치는 밤 (2009)
- 에일리언 트레스패스 (2009)

## 2010년대
- 타밀 파담 (2010)
- 뱀파이어 써커 (2010)
- 데스 갓파 (2010)
- 사라 마샬을 임신시키고 기분 나빠진 41세 동정남 (2010)
- 쟈니 잉글리쉬 2: 네버다이 (2011)
- 장화 신은 고양이 (2011)
- 빨간 모자의 진실 2 (2011)
- 브레이킹 윈드 (2012)
- 무비 43 (2013)
- 아이 스티브 (2013)
- 스타빙 게임 (2013)
- 헌티드 하우스 (2013)
- 무서운 영화 5 (2013)[25]
- 30 나이츠 오브 파라노말 액티비티 (2013)
- 부적절한 코미디 (2013)
- 디스 이즈 디 엔드 (2013)
- 지구가 끝장 나는 날 (2013)
- 딕 피규어: 더 무비 (2013)
- 헌티드 하우스 2 (2014)
- 행오버 게임즈 (2014)
- 흐루다야 칼레얌 (2014)
- 그들이 함께 왔다 (2014)
- 더블 배럴 (2015)
- 치라코딘자 키나부칼 (2015)
- 슈퍼패스트! (2015)
- 워킹 데드 (2015)[26]
- 투큰 (2015)
- 리디큘러스 6 (2015)
- 더 나이트 비포 (2015)[27]
- 블랙의 50가지 그림자 (2016)
- 도널드 트럼프의 거래의 기술: 영화 (2016)
- 블랙스를 만나다 (2016)
- 팝스타: 네버 스탑 네버 스토핑 (2016)
- 타밀 파담 2.0 (2018)
- 홈즈 앤 왓슨 (2018)
- 노질라 (2019)[28][29]
- 비트윈 투 펀스: 투어 스페셜 (2019)

## 2020년대
- 유로비전 송 콘테스트: 파이어 사가 스토리 (2020)
- 보랏 속편 (2020)[24]
- 휴비의 핼러윈 (2020)
- 마법 관리국과 비밀 요원들 (2021)
- 아메리카: 더 모션 픽쳐 (2021)
- 프리 가이 (2021)
- 위어드: 더 알 얀코빅 스토리 (2022)
- 칩과 데일: 다람쥐 구조대 (2022)
- 블레이드 퍼피 워리어 (2022)
- 미친 능력 (2022)
- 더 민 원 (2022)
- 장화신은 고양이: 끝내주는 모험 (2022)
- 딕스: 더 뮤지컬 (2023)
- 스트레이즈 (2023)
- 언프로스티드 (2024)
- 또 다른 교회 영화 (2024)
- 지구가 폭발한 날: 루니 툰 영화 (2024)
- 스크림보트 (2025)
- 총알 탄 사나이 (2025)
- 슈렉 5 (2026)

## 추가 자료
- Gehring, Wes D. Parody as Film Genre: Never Give a Saga an Even Break. Praeger, 1999. ISBN 0-313-26186-5, 978-0-313-26186-2

1. ↑  “Postmodern Parody and Pastiche”.
2. ↑  Johnson, Andrew (2009년 8월 30일). “Spoofs? Don't make us laugh”. 《인디펜던트》 (London). 2022년 5월 25일에 원본 문서에서 보존된 문서. 2011년 5월 6일에 확인함.
3. ↑  Gilbey, Ryan (2009년 8월 6일). “Spoofs: the films that ate Hollywood”. 《가디언》 (London). 2011년 5월 6일에 확인함.
4. ↑  Welkos, Robert W. (1998년 7월 25일). “What Keeps Spoofs From Being Box-Office Jokes?”. 《The Los Angeles Times》. 2011년 1월 2일에 확인함.
5. ↑  Mazzillo, Amanda (2017년 5월 1일). “The Beginner's Guide: Parody”. 《www.filminquiry.com》. Film Inquiry. 2023년 4월 1일에 확인함.
6. 1 2 3  Maher, JM (2022년 10월 20일). “Why Were Parody Movies So Popular in the 2000s?”. 《movieweb.com》. Movieweb. 2023년 4월 1일에 확인함.
7. ↑  Balducci, Anthony (2011년 11월 28일). 《The Funny Parts: A History of Film Comedy Routines and Gags》. McFarland. ISBN 9780786488933. 2018년 10월 3일에 확인함 – Google Books 경유.
8. ↑  Gehring, Wes D. Parody as Film Genre: Never Give a Saga an Even Break. Praeger, 1999.
9. 1 2 3 4 5 6 7 8 9 10 11 12 13 14 15 16 17 18 19 20 21 22 23 24 25 26 27 28 29 30 31 32 33 34 35 36 37  The Top 100 Parody/Spoofs of All Time-Flickchart
10. ↑  Oddball Films:What the F(ilm)?! 16: You Can't Handle the Spoof! - Fri. April 8th - 8PM
11. ↑  Booker, Keith M (2010). 《Historical Dictionary of Science Fiction Cinema》. Scarecrow Press. xxiv쪽.
12. 1 2 3 4 5 6 7 8 9 10 11 12  The Best Parody/Spoofs of All Time-Flickchart
13. ↑  “Blood Suckers from Outer Space (1984) - Glen Coburn | Synopsis, Characteristics, Moods, Themes and Related | AllMovie”.
14. ↑  “Monster in the Closet (1987) - Bob Dahlin | Synopsis, Characteristics, Moods, Themes and Related | AllMovie”.
15. ↑  The Top 100 Parody/Spoof>of All Time-Flickchart
16. ↑  “Wizards of the Demon Sword (1991) - Fred Olen Ray | Synopsis, Characteristics, Moods, Themes and Related | AllMovie”.
17. ↑  Hicks, Chris (1992년 7월 7일). “Film review: Mom and Dad Save the World”. 《Deseret News》 (Salt Lake City, Utah). 2024년 12월 13일에 확인함.
18. ↑  Cable comedy troupe tries the big screen Review: "Mystery Science Theater 3000: The Movie" is long on name, and pretty long on laughs, too, if you get past its slow set-up. : Baltimore Sun
19. ↑  Why Galaxy Quest Was The Perfect Star Trek Parody|ScreenRant
20. ↑  “Jesus Christ Vampire Hunter (2001) - Lee Demarbre | Synopsis, Movie Info, Moods, Themes and Related | AllMovie”.
21. ↑  “The Hebrew Hammer (2004) - Jonathan Kesselman | Synopsis, Movie Info, Moods, Themes and Related | AllMovie”.
22. ↑  “Man of the Year (2006 film)”.
23. 1 2 3  Lee, Aaron (2008년 1월 27일). “Surely you can't be serious”. 《로스앤젤레스 타임스》. 2010년 12월 25일에 확인함. Spoof films are routinely snubbed by Oscar and are even looked down upon by other comedies. But the genre's producers often just laugh all the way to the bank.
24. 1 2 3  20 Best Parody Movies, According To Rotten Tomatoes|ScreenRant
25. ↑  Scary Movie 5
26. ↑   보관됨 25 3월 2015 - 웨이백 머신 THE WALKING DECEASED
27. ↑  “The Night Before (2015 film)”.
28. ↑  Gingold, Michael (2020년 7월 2일). “"Notzilla," Spoof of the Monsters is Coming This Summer; Info and Poster”. 《뤼 모르그》. 2020년 7월 5일에 확인함.
29. ↑  Millican, Josh (2020년 7월 3일). “Poster & First Look at Award-Winning Kaiju Comedy Notzilla Releasing August 18th”. 《드레드 센트럴》. 2020년 7월 5일에 확인함.